# Synnøve Lie
Synnøve Lie (ur. 22 sierpnia 1908 – zm. 9 lipca 1980) – norweska panczenistka, trzykrotna medalistka mistrzostw świata.

## Kariera
Pierwszy sukces w karierze Synnøve Lie osiągnęła w 1933 roku, kiedy zdobyła srebrny medal podczas nieoficjalnych mistrzostw świata w wieloboju w Oslo. Przegrała tam tylko z Austriaczką Liselotte Landbeck, zajmując trzecie miejsce w biegach na 500 i 1500 m oraz czwarte na 1000 m. Na podium stawała także na dwóch kolejnych edycjach nieoficjalnych mistrzostw świata, zajmując trzecie miejsce w 1934 roku i drugie w 1935 roku. W pierwszym przypadku lepsze okazały się jej rodaczka, Undis Blikken oraz Verné Lesche z Finlandii, a w drugim przegrała tylko z kolejną Norweżką, Lailą Schou Nilsen.
Podczas pierwszych oficjalnych mistrzostw, rozgrywanych w Sztokholmie w 1936 roku Lie zdobyła brązowy medal. Tylko w jednym biegu znalazła się w pierwszej trójce - na dystansie 1000 m była druga. W pozostałych biegach była czwarta na 500 i 5000 m oraz piąta na 3000 m. Ostatecznie na podium stanęły przed nią tylko Kit Klein z USA oraz Verné Lesche. Na rozgrywanych rok później mistrzostwach świata w Davos zajęła drugie miejsce, ulegając tylko Schou Nilsen. Tym razem na wszystkich dystansach Lie zajmowała drugie miejsce. Ostatni medal wywalczyła na mistrzostwach świata w Oslo w 1938 roku, gdzie ponownie była trzecia. W poszczególnych biegach zajmowała drugie miejsce na dystansach 3000 i 5000 m oraz drugie w biegach na 500 i 1000 m.
Ustanowiła sześć rekordów świata, w tym jeden nieoficjalny.